# نورت کی لارگو (فلوریدا)
نورت کی لارگو (به انگلیسی: North Key Largo) یک منطقهٔ مسکونی در ایالات متحده آمریکا است که در شهرستان مونرو، فلوریدا واقع شده‌است. نورت کی لارگو ۵۰٫۹ کیلومتر مربع مساحت و ۱٬۲۴۴ نفر جمعیت دارد و ۰ متر بالاتر از سطح دریا واقع شده‌است.